# 克拉劳村
克拉劳村（匈牙利語：Klárafalva）是匈牙利琼格拉德州所辖的一个村。总面积9.10平方公里，总人口504，人口密度55.4人/平方公里（2011年1月1日）。